# 新湖镇 (长春市)
新湖镇，是中华人民共和国吉林省长春市南关区下辖的一个乡镇级行政单位。

## 行政区划
新湖镇下辖以下地区：
榆树村、红田村、新兴村、加官村、西湖村、长山村、林家村、新农村和柳树村。